# بازگشت به نقطه آغاز
« بازگشت به نقطه آغاز» تک‌آهنگی از هنرمند اهل کانادا سلین دیون، است که در ۲۱ اکتبر ۱۹۹۶ منتشر شد.